# Тодор Цеков
Тодор Цеков Велинов е български учител, адвокат, комунист.

## Биография
Роден е на 15 февруари 1882 година в кюстендилското село Таваличево. В 1898 година започва да учи в Педагогическото училище в родния си град, което завършва в 1902 година. Организатор и член на Тайния ученически македоно-одрински кръжок „Освобождение“ и на девическия кръжок „Свобода“, помощни огранизации на ВМОРО, организатор на работническото просветителско дружество „Класово съзнание“.
Работи като учител в различни кюстендилски села и в Поцърненци, Пернишко, където в 1905 година е член-учредител на учителската социал-демократическа организация. Става член на Българската работническа социалдемократическа партия (тесни социалисти) В 1907 година емигрира със семейството си в САЩ, където остава до 1911 година. Там завършва право и е сред създателите и секретар на социал-демократически групи и редактор на вестник „Работническа просвета“.
Участва във войните за национално освобождение (1912 – 1918). В Балканската война като ротен командир показва храброст в боевете при Булаир и Шаркьой.
В 1914 година е кандидат на БРСДП (т. с.) на изборите за XVII обикновено народно събрание от Струмишки окръг.
След Първата световна война развива активна комунистическа дейност в Кюстендил. Делегат е на Първия конгрес на Българската комунистическа партия в 1919 година. От 1919 до 1923 година е член на Висшия партиен съвет. От 1922 до 1924 година е секретар на Кюстендилската организация на БКП. Депутат е от БКП в XVIII и XIX обикновено народно събрание. Общински съветник и окръжен съветник по време на комунистическото управление на Кюстендил (1920). По време на Септемврийското въстание в 1923 година е арестуван. В 1924 година емигрира в САЩ.
От 1932 година е адвокат в Кюстендил. След Деветосептемврийския преврат от 1944 година е член на Висшия адвокатски съвет и член съдия във Върховния съд.
Носител е на орден „Девети септември 1944 г.“
Умира в 1962 година.